# Hypostomus ancistroides
Hypostomus ancistroides é uma espécie de peixe da família dos cascudos e da ordem dos siluriformes. Os machos podem alcançar 21 cm de comprimento. São encontrados na América do Sul.